# Maesa rheophytica
Maesa rheophytica är en viveväxtart som beskrevs av Herman Otto Sleumer. Maesa rheophytica ingår i släktet Maesa och familjen viveväxter. Inga underarter finns listade i Catalogue of Life.